# Вулиця Фролова (Мелітополь)
Вулиця Фролова — вулиця у місті Мелітополь. Починається глухим кутом за Інтеркультурною вулицею і закінчується перехрестям з вулицею Героїв України.

## Назва
Вулиця названа на честь Героя Радянського Союзу Михайла Івановича Фролова, який загинув у Німецько-Радянській війні, звільняючи Мелітополь від німецької окупації.ґ

## Історія
Вулиця згадується 28 квітня 1923 року як Ремесленна вулиця в Новому Мелітополі (тоді Новий Мелітополь починався від проспекту Богдана Хмельницького а не від Залізниці, як зараз). Після приєднання Нового Мелітополя до міста, вулиця увійшла до складу Мелітополя. 
15 квітня 1965 року перейменована на вулицю Фролова.

## Об'єкти
- Школа № 3